# Pedro Galimberti
Pedro Jorge Galimberti (Colonia Belgrano, Argentina; 22 de agosto de 1970) es un abogado y político argentino de la Unión Cívica Radical. Fue Diputado de la Nación Argentina por la Provincia de Entre Ríos desde 2021 hasta 2024, además fue Intendente de Chajarí en dos periodos, entre 2015 y 2021. Actualmente se desempeña como Delegado ante la Comisión Técnica Mixta de Salto Grande.

## Biografía
Nacido en Colonia Belgrano, zona rural del departamento Federación que lindera con Chajarí, Galimberti creció en Entre Ríos. Se formó como abogado y escribano en la Universidad Nacional de La Plata.
Miembro de la Unión Cívica Radical, comenzó su carera política como concejal municipal (2003-2007)  y luego Intendente de Chajarí 2015-2019 siendo electo con el 50,73% con Esteban Pezzini como viceintendente y reelecto en 2019 con el 67,5% esta vez con Marcelo Borghensan (PS) como viceintendente.
Asumió como Diputado de la Nación Argentina por la Provincia de Entre Ríos en las Elecciones legislativas de 2021, en el tercer puesto de la lista Juntos por Entre Ríos.
En las Elecciones provinciales de Entre Ríos de 2023 fue precandidato a gobernador acompañado por la exdiputada provincial (1999-2003 y 2007-2011), Ana Delia D'Angelo; esta fórmula pierde la primaria de Juntos por el Cambio contra la encabezada por Rogelio Frigerio.
El 10 de septiembre de 2024 renunció a su banca para asumir como Delegado ante la Comisión Técnica Mixta de Salto Grande. Recibió acusaciones de corrupción por hacerlo solo unos días antes de una votación sobre el veto de Javier Milei a un proyecto de ley que mejoraba los haberes jubilatorios.

## Historial electoral
|  | 50,73 % |

|  | 67,50 % |

|  | 54,61 % |

|  | 17,69 % |